# 陣痛促進剤による被害を考える会
陣痛促進剤による被害を考える会（じんつうそくしんざいによるひがいをかんがえるかい）は、「陣痛促進剤の使用による悲惨な事故をなくし、安全なお産の実現を目指す」ことを目的として、1988年2月に設立された任意団体。

## これまでの活動内容
- 陣痛促進剤の副作用広報
- 陣痛促進剤の使用抑制キャンペーン
- 陣痛促進剤に限らず産科における医療事故、医療訴訟の原告支援。
  - 大淀病院事件における原告支援
  - 堀病院における看護婦内診問題（詳細は出産難民を参照）に関する抗議